# 角隠し

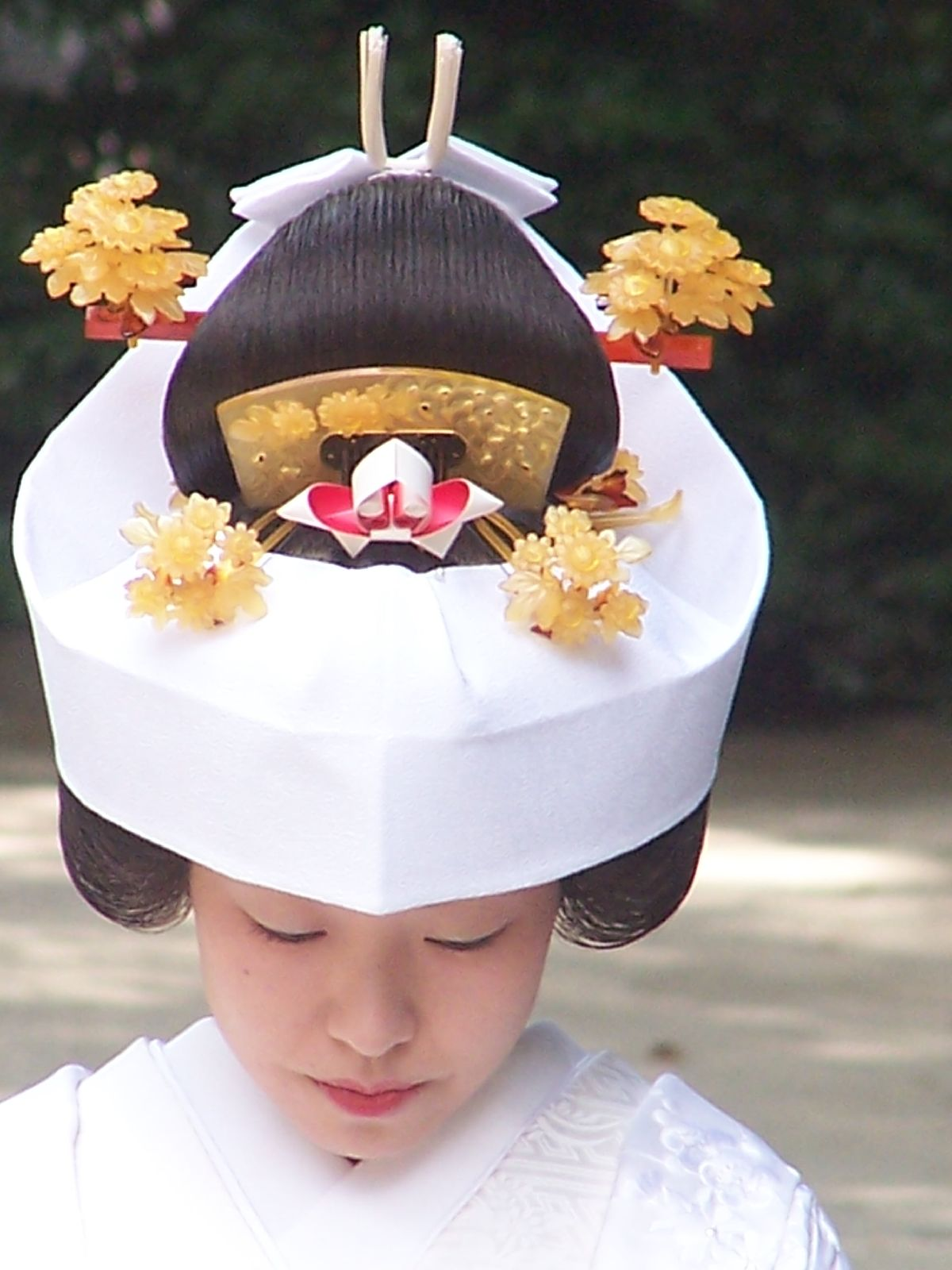
角隠しを着けている花嫁

角隠し（つのかくし）は、和式の婚礼の儀において、花嫁が文金高島田（ぶんきんたかしまだ）と呼ばれる、日本的な高い髷（まげ）を結った髪の上に、頭を覆う形で被る帯状・幅広の布を言う。（長方形型の一枚の布を、前ひさしを覆うようにして付け、後ろにまわして髷のところでとめる。）素材は白絹であることが多い。
白無垢（しろむく）・色打掛（いろうちかけ）・引き振袖（ひきふりそで）のいずれに対しても用いることができるが、最近では白無垢には綿帽子（わたぼうし）と呼ばれる頭部の数倍の大きさの楕円状の帽子を、色打掛には角隠しを用いることが多い。お色直しを経て、1度の式でそれぞれ両方を着ることもある。

## 目的
様々な由来（後述）が諸説紛々であるためにはっきりしないが、現在では俗説として次の2つが言われることが多い。
- 女性が嫁入りするにあたって、怒りを象徴する角を隠すことで、従順でしとやかな妻となることを示す
- かつて女は嫉妬に狂うと鬼になると言われていたため、鬼になることを防ぐための一種のまじない

## 由来
角隠しは江戸時代後期 - 明治初期にかけて広まった風習であり、その由来については様々な説がある。
- 『七十一番職人歌合』に記されている様に、室町時代の米売りや餅売りの女性たちは、桂包（かつらつつみ）または桂巻（かつらまき）と呼ばれる白い布を被っていた。これは頭部に商品を載せて運ぶ為、髪が商品を汚さない為、あるいは髪を汚さないようにする為等の目的があったと考えられる。この桂包または桂巻が起源になったとする説。
- 隆房卿艶詞絵巻に描かれている様に、鎌倉時代以前より高貴な身分の女性が外出する際には、頭の上から身体をすっぽりと覆う被衣（かづき）と呼ばれる袿（うちぎ）あるいは薄い衣を袖を通さずに被っていた。室町時代になると、小袖の襟を前に下げた形で用いられる様になり、この被衣が起源になったとする説。
- 浄土真宗において、寺を参る際に女性は髪の生え際（すみ）を隠すとされていた。これを「すみかくし」と言い、黒い布で頭を覆う形であったが、婚礼にも用いられるようになり、角隠しと呼ばれるようになったとする説。
- 江戸時代後期に歌舞伎役者の格好を見た女性達が真似をし、広まったとする説。

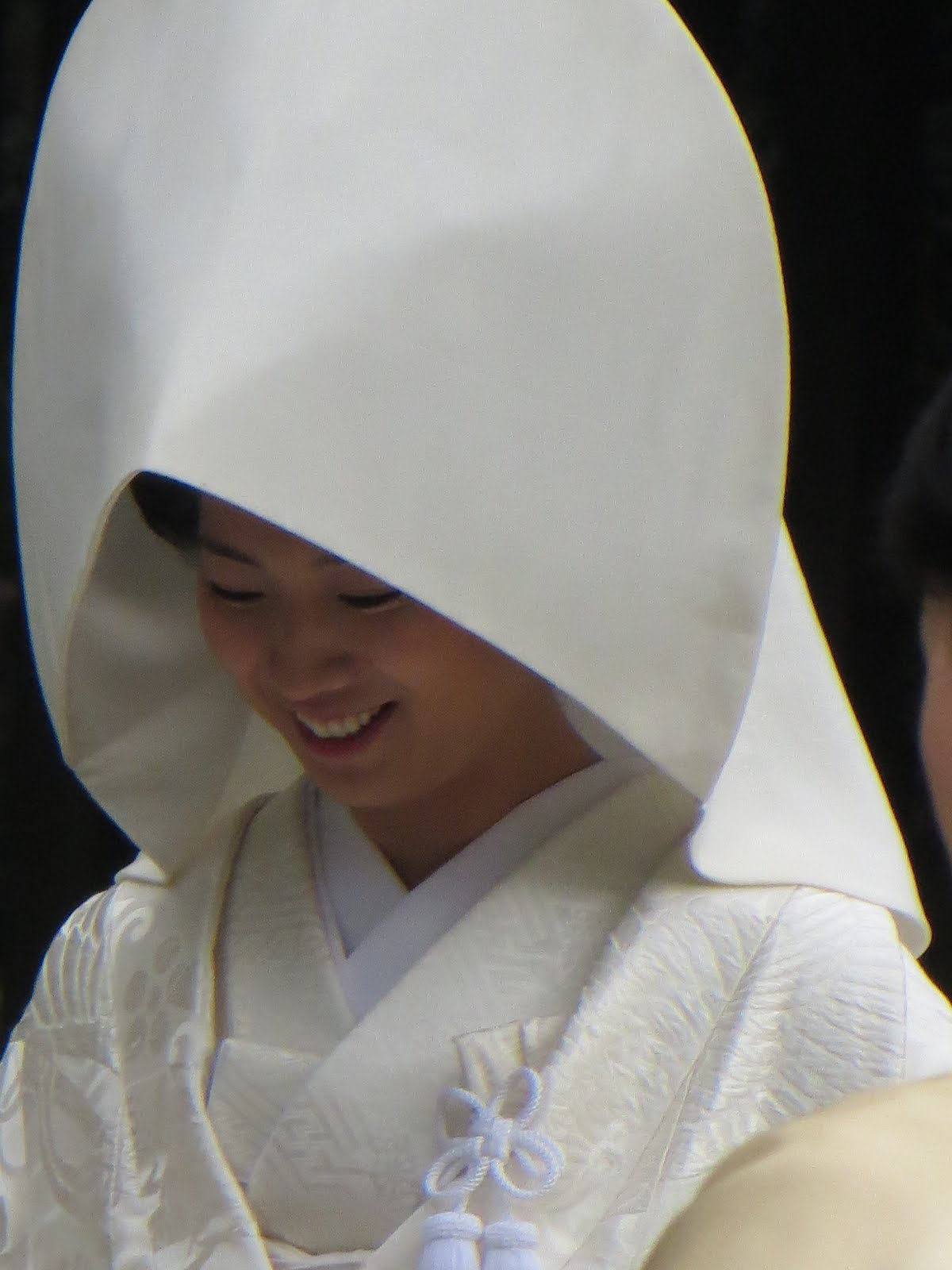
綿帽子を被った花嫁